# Karla Luzbel
Karla Luzbel (Caracas, 4 de noviembre de 1930-Galicia, 15 de noviembre de 2019) fue una actriz venezolana. Actuó en la película El pez que fuma de 1977, al igual que en varias telenovelas de RCTV y en Radio Rochela.

## Biografía
Karla Luzbel nació como intersexo y con genitales externos ambiguos, un clítoris peniforme, por lo que sus padres inicialmente la presentaron como un varón. Estando en Venezuela, un especialista diagnosticó sobre la necesidad de ajustar sus genitales. Karla salió de Venezuela y viajó a Europa para trabajar como artista vodevil, haciendo representaciones teatrales con un tono humorístico. En Francia comenzó a presentarse en Folies Bergère, en París, un cabaret donde también se habían presentado múltiples artistas de la época, tales como Joséphine Baker, Mata Hari, Charles Chaplin, Frank Sinatra y Édith Piaf.
Poco después de empezar a trabajar en el cabaret, a Luzbel le apareció una mancha negra en la pubis y comenzó a tener fuertes dolores. Tras ser examinada, el médico le informó que tuvo su primera menstruación y que no tenía por donde salir, por lo que necesitaba operarse. Karla se sometió a una operación quirúrgica el 14 de agosto de 1960 siguiente las instrucciones médicas. El 1 de octubre de 1962 contrajo matrimonio con el actor español Daniel Clavero.
Luzbel posteriormente salió de Europa y regresó a Caracas, empezando a trabajar en la televisión en 1975 grabando una canción para Sábado Sensacional, en el canal 4. En 1976 debutó como actriz en Carolina, la telenovela de RCTV.
Karla Luzbel trabajó en la película El pez que fuma (1977), del director Román Chalbaud, y en varias telenovelas de RCTV, como Carolina (1976), Resurrección (1977), El ángel rebelde (1978), Estefanía (1979) y Luisana mía (1981), al igual que en Radio Rochela. Actualmente Karla es conocida por ser una de las primeras, si no la primera, actriz transgénero de Venezuela.

## Vida personal
La sobrina de Luzbel, Natasha Pérez, es cantante y también actriz. Su trayectoria incluye doblajes en series como Animaniacs, una participación en Curb your Entusiasm, y la interpretación de Yolanda Saldívar en la producción de Netflix Selena: la serie. Su esposo José María Beltrán Clavero, español conocido artísticamente como Daniel Clavero, también era actor.

## Filmografía
- Marta y Javier (1983, serie de televisión)
- Barbarita (1982, miniserie de televisión)
- Juanito, Julieta y Él (1982, miniserie de televisión)
- La guajirita (1982, serie de televisión)
- Luisana mía (1981, telenovela)
- Luz marina (1981, telenovela)
- El asesinato de Delgado Chalbaud (1979, miniserie de televisión)
- Estefanía (1979, telenovela)
- El ángel rebelde (1978, telenovela)
- El pez que fuma (1977)
- Resurrección (1977, telenovela)
- Carolina (1976, telenovela)